# 梅原龍三郎

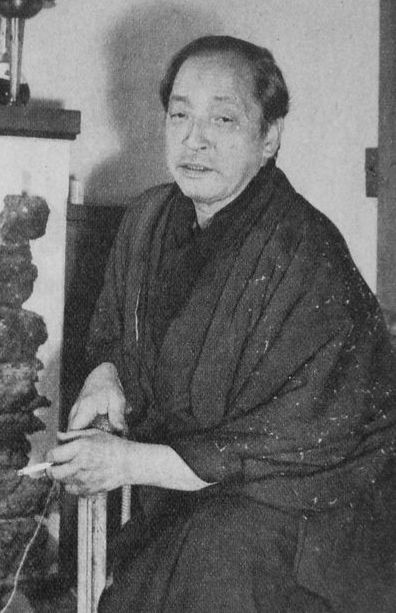
1952年

梅原 龍三郎（うめはら りゅうざぶろう、1888年〈明治21年〉3月9日 - 1986年〈昭和61年〉1月16日）は、日本の洋画家。京都府京都市下京区生まれ。はじめ龍三郎、1914年（大正3年）までは梅原 良三郎（うめはら りょうざぶろう）と名乗り、再び龍三郎と名乗った。
ヨーロッパで学んだ油彩画に、桃山美術・琳派・南画といった日本の伝統的な美術を自由奔放に取り入れ、絢爛な色彩と豪放なタッチが織り成す装飾的な世界を展開。昭和の一時代を通じて日本洋画界の重鎮として君臨した。

## 来歴
京都府京都市下京区生まれ。生家は染物問屋だった。京都府立第二中学校（現・京都府立鳥羽高等学校）を中退し、伊藤快彦の画塾・鍾美会で学んだ後、浅井忠が主催する聖護院洋画研究所（現・関西美術院）に入った。同時期に安井曾太郎も学んでいた。
1908年（明治41年）、後に美術史家となる田中喜作と共にフランスに留学。翌年、帰国する高村光太郎のアトリエを引き継いでパリに滞在し、アカデミー・ジュリアンに通い、1909年（明治42年）からはルノワールに師事した。1910年（明治43年）知人の有島生馬を通して「ルノワールやパリの芸術について」を雑誌『白樺』に寄稿している。

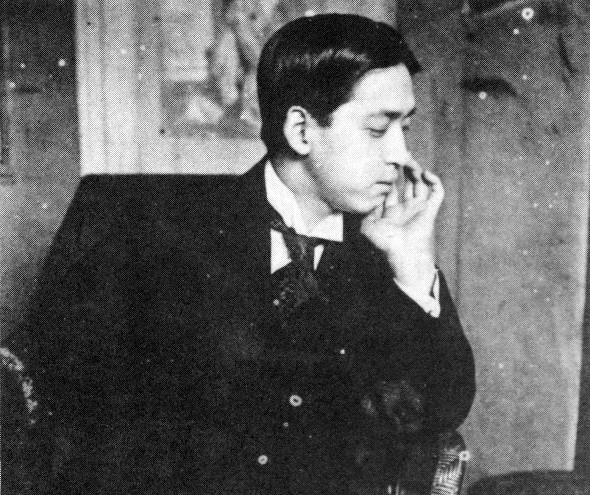
パリにて（1910年）

1913年（大正2年）に帰国すると、白樺社の主催により東京神田で個展「梅原良三郎油絵展覧会」を開催。この時、白樺社同人の武者小路実篤・志賀直哉・柳宗悦らの知遇を得た。翌1914年（大正3年）には二科会の設立に関わる。同年、洋画家・亀岡崇の妹・艶子と結婚。二人の間には翌年長女・紅良が、その3年後には長男・成四が生まれた。1917年（大正6年）二科会を退会。1920年（大正9年）には前年に死去したルノワールを弔問する名目で再び渡仏している。
1921年（大正10年）に帰国してからは鎌倉市に住み、長与善郎や岸田劉生と親しくなる。1922年（大正11年）に春陽会の設立に参加するも、1925年（大正14年）に脱会。1926年（大正15年）には土田麦僊の招きで国画創作協会に合流し、国画創作協会洋画部（通称「第二部」）を設置した。1928年（昭和3年）同会の第1部（日本画）の解散にともない、国画会を結成して主宰となる。1930年代には木版と合羽版（彩色版）の複合版からなる裸婦図を石原求龍堂から刊行した。この時の彫り摺りを平塚運一が担当したかといわれる。
1935年（昭和10年）には帝国美術院（現・日本芸術院）の改革に伴い会員となる。1944年（昭和19年）帝室技芸員および東京美術学校（現：東京芸術大学）教授に就任。

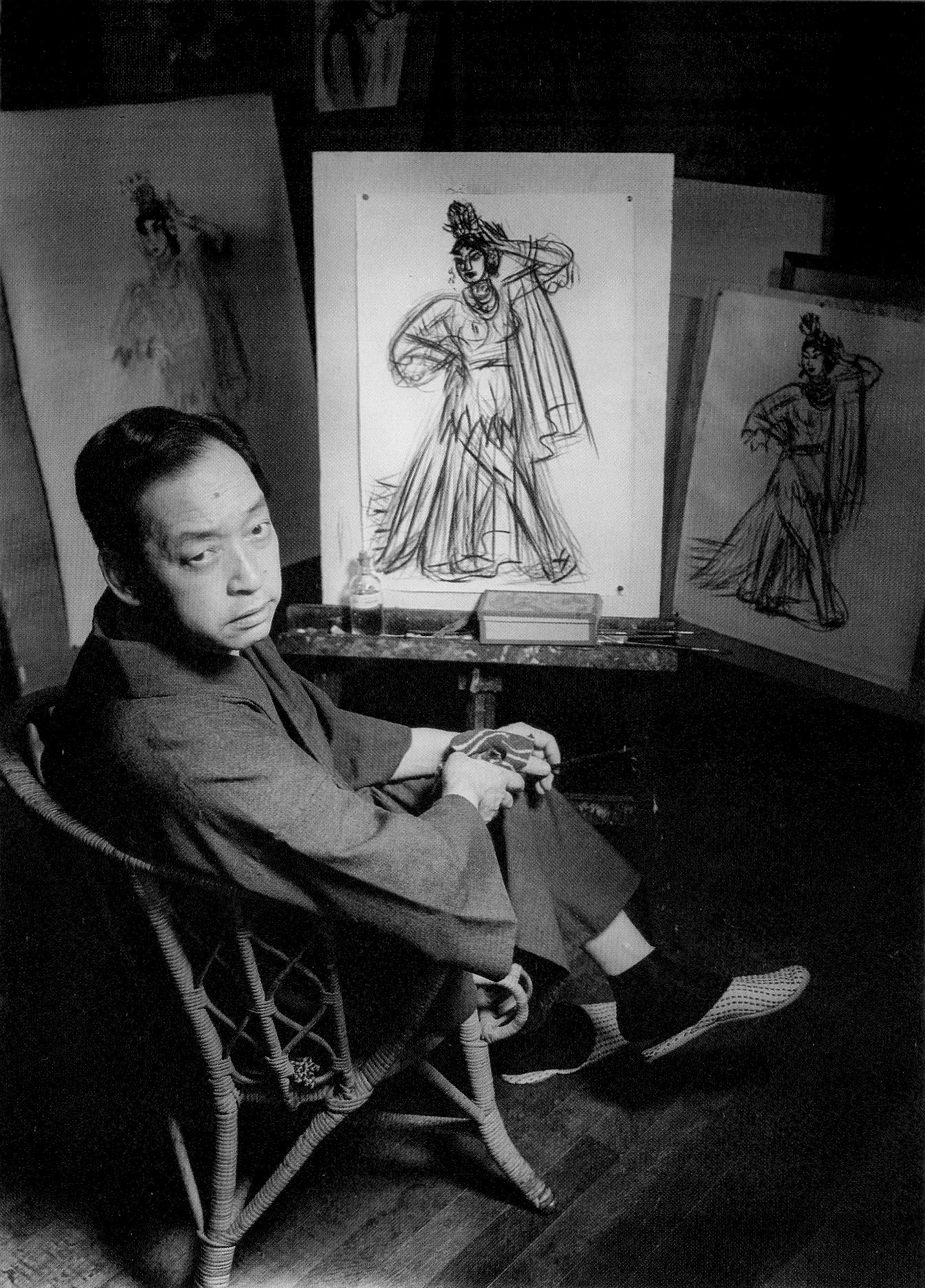
土門拳撮影（1940年）

1952年（昭和27年）に日本が主権を回復し海外渡航が再びできるようになると、梅原は安井曽太郎とともに東京美術学校教授を辞任して渡欧、ヴェネツィア・ビエンナーレの国際審査員を務めた。同年文化勲章受章。翌1953年（昭和28年）に長野県軽井沢町にアトリエを設けた。1957年（昭和32年）には日本芸術院会員を辞し、以後は渡欧を繰り返して自由な立場から制作に励んだ。この頃、少年時代からの良きライバルだった安井曽太郎とともに洋画界の頂点を極め、「昭和洋画界の双壁」「安井・梅原時代」と謳われた。1973年（昭和48年）フランス芸術文化勲章コマンドール章受章。
1986年（昭和61年）満97歳で死去。晩年に使用した吉田五十八設計の東京都市ヶ谷のアトリエは、山梨県北杜市の清春芸術村に移築されて一般に公開されている。墓所は多磨霊園。

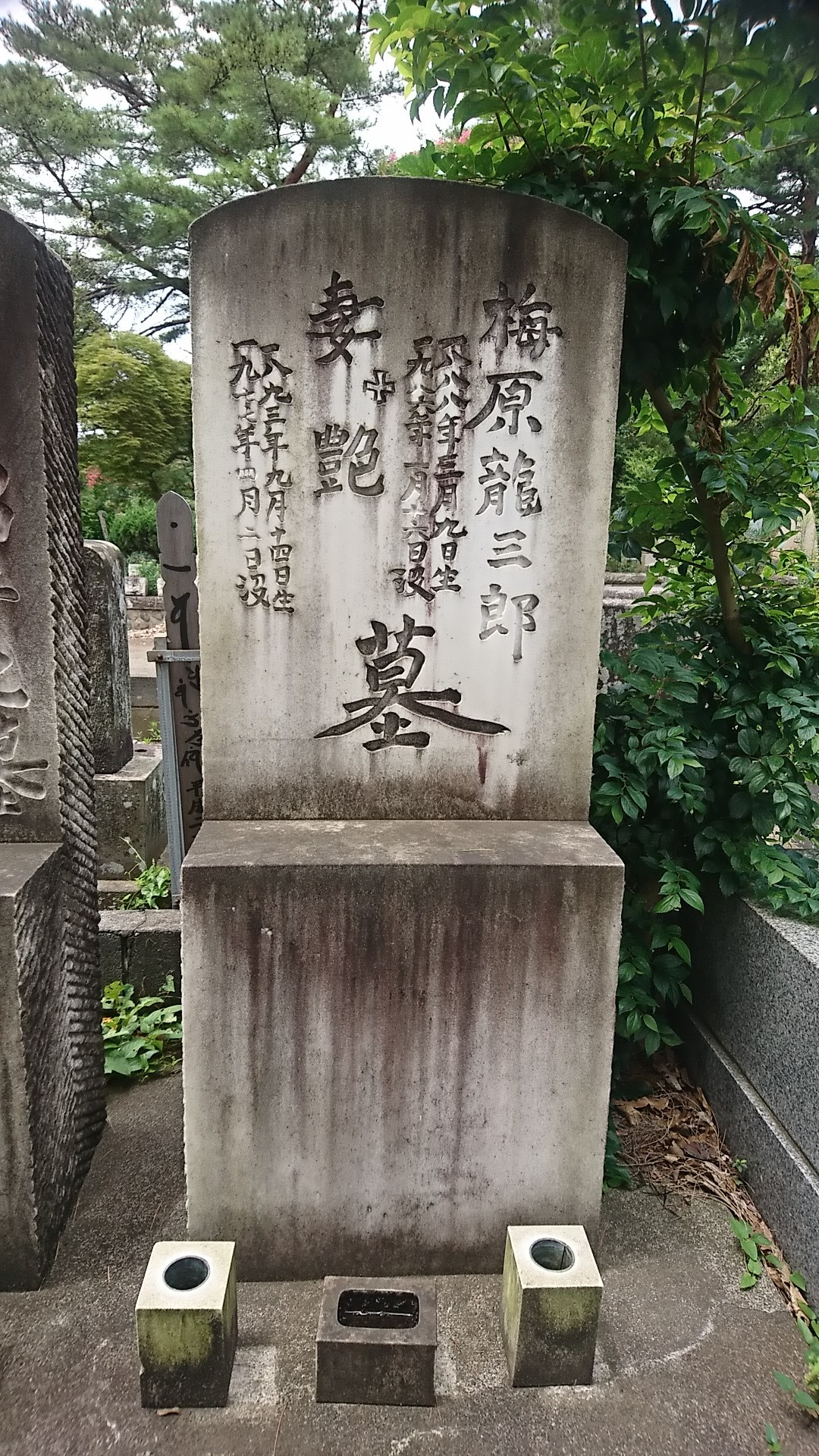
多磨霊園にある梅原龍三郎の墓

## 主な作品
- 「横臥裸婦」（1908年、愛知県美術館蔵）
- 「立裸婦」（1915年、佐倉市立美術館蔵）
- 「雲中天壇」（1939年、京都国立近代美術館蔵）
- 「紫禁城」（1940年、大原美術館蔵）
- 「北京秋天」（1942年、東京国立近代美術館蔵）
- 「霧島（栄ノ尾）」（1938年、西宮市大谷記念美術館蔵）
- 「姉妹併座図」（1942年、堀美術館蔵）
- 「座裸婦」（1930年、木版・合羽摺　石原求龍堂版、小野忠重版画館所蔵）
- 「脱衣婦」（1930年、木版・合羽摺　石原求龍堂版、小野忠重版画館所蔵）
- 「裸婦水仙」（1931年、木版・合羽摺　石原求龍堂版、小野忠重版画館所蔵）

## 著書
- 梅原龍三郎『ルノワルの追憶』 養徳社、1944年
- 梅原竜三郎『ベニスとパリ』 求竜堂出版部、1954年

## 画集
- 『梅原竜三郎画集』 アトリエ社、1926年
- 『梅原竜三郎画集 1926年至1930年作品』 番町書房、1931年
- 『梅原竜三郎画集』 春鳥会、1933年
- 『梅原竜三郎小品版画集 第1至4』 加藤潤二、1937–39年
- 『梅原竜三郎近作画集』 石原求竜堂、1940年
- 『梅原竜三郎北京作品集』 石原求竜堂、1944年
- 日本現代画家選『梅原竜三郎 第1–3』 美術出版社、1953－54年
- 『梅原竜三郎仏伊近作画集』 朝日新聞社、1957年
- 『梅原竜三郎 第1–3部』 求竜堂、1958–73年
- 『梅原竜三郎 自選画集』 読売新聞社、1960年
- 『梅原竜三郎 1964–1965 Cannes, Paris, Versailles』  求竜堂、1965年
- 『梅原竜三郎』 三彩社、1970年
- 座右宝刊行会編『現代日本美術全集 12 梅原龍三郎』 集英社、1971年
- 『日本の名画 46 梅原龍三郎』 講談社、1973年
- 『梅原竜三郎の字』 求竜堂、1974年
- 『日本の名画 18 梅原龍三郎』 中央公論社、1977年
- 『天衣無縫』 求竜堂、1984年
- 『梅原龍三郎版画集』 エディトリアルさあかす、1987年
- 『梅原竜三郎 生誕百年記念』 集英社、1988年
- 岡村辰雄『「書簡集」梅原竜三郎先生の追憶』 岡村多聞堂、1995年
- 『梅原龍三郎』 新潮社、1998年、のち新潮日本美術文庫

## その他

### ドキュメンタリー
- NHK特集「天に遊ぶわれ 梅原龍三郎」（1980年、NHK）[5]